# إبراهيم بن محمد الزيد
الدكتور إبراهيم بن محمد الزيد، شاعر وباحث وأستاذ جامعي، وكيل إمارة منطقة الباحة.

## النشأة والتعليم
من مواليد (مرات) عام 1357 هـ ، أتم تعليمه الابتدائي في المدرسة الخالدية بمكة المكرمة والثانوي في دار التوحيد في الطائف عام 1378هـ.
ثم حصل على البكالوريوس من كلية الشريعة والدراسات الإسلامية في مكة المكرمة عام 1381هـ . حصل على درجة الدكتوراه من جامعة إكسترا ببريطانيا عام 1400هـ.

## مناصبه
- عمل بعد التخرج بوزارة المعارف «إدارة تعليم الطائف» مشرفاً على الثقافة الشعبية، فرئيساً لرعاية الشباب بالإدارة .
- عمل رئيساً لديوان إمارة منطقة عسير في عامي 1391هـ1392هـ .
- عاد لإدارة تعليم الطائف مفتشا إدارياعام 1393هـ .
- ثم أبتعث للدراسات العليا في بريطانيا عام 1396هـ بعد نقله إلى جامعة عبد العزيز آل سعود معيداً، وقد حصل على الدكتوراه من جامعة إكسترا عام 1400هـ.
- وعمل بعد تخرجه استاذاً مساعداً للتاريخ في جامعة الملك عبد العزيز.
- صدرأمر بتعيينه وكيلاً لإمار ة منطقة الباحة عام 1404هـ وكان ينوب عن أمير المنطقة حين غيابه كما كان نائباً لرئيس اللجنة العليا لتنمية وتطوير قرى المنطقة، وبعد وفاة أمير المنطقة الشيخ / إبراهيم بن عبدالعزيز البراهيم صدر القرار بتكليفه بالقيام بأعمال إمارة المنطقة في 28/7/1406هـ إلى أن تم تعيين صاحب السمو الملكي الأميرمحمد بن سعود بن عبد العزيز أميراً للمنطقة في 27/1/1408هـ .
- وخلال الفترة التي كلف فيها بأعمال إمارة المنطقة بذل جهوداً في خدمة المنطقة من النواحي الأمنية والتنموية، كما تم تنفيذ أول برنامج للتطوير السياحي في عام 1407هـ.
- بعد ذلك وحسب رغبته بالعودة للجامعة، فقد صدر الأمر بنقل خدماته إلى جامعة الملك عبد العزيز بجدة عام 1409هـ، وعمل حتى تقاعده استاذاً في قسم التاريخ بكلية الآداب والعلوم الإنسانية.

## ثقافته ومؤلفاته
يعتبر الزيد أحد مؤسسي نادي الطائف الأدبي، وهو باحث متمكن، ومؤرخ، وشاعر مرهف الحس تظهر في شعره النزعة الرومانسية، والارتباط الوجداني بالمكان،وصدرت له ثلاثة دواوين شعرية:
- المحراب المهجور 1398هـ.
- أغنية الشمس 1399هـ.
- جراح الليل 1402هـ.

كما صدرت له العديد من المؤلفات والبحوث، ومنها:
- قراءات في شعر الشيخ سليمان بن سحمان.
- قام بتحقيق/ بهجة المهج في بعض فضائل الطائف ووج للشيخ أحمد بن علي العبدريز
- تاريخ الشيخ محمد بن عبد الله بن أحمد المنصوري.
- المنتخب في ذكر أنساب قبائل العرب للشيخ عبد الرحمن بن حمد بن زيد المغيري (تحقيق ودراسة).
- الرئاسة في قبيلة زهران منذ القرن الثالث عشر دراسة وثائقية.
- معاهدات بني سار في العصر الحديث.
- تاريخ التعليم العالي في المملكة العربية السعودية.
- عبد العزيز بن إبراهيم آل إبراهيم أمير عسير والطائف والمدينة.[2]

### وفاته
وافته المنية مساء يوم الثلاثاء 6 ديسمبر 2016م بعد صلاة العشاء في جدة عن عمر ناهز سبعة عقود، وقد صلي عليه بعد صلاة عصر الأربعاء في المسجد الحرام، ودفن في مقبرة شهداء الحرم بمكة المكرمة.

## وصلات خارجية
- ورحل رفيق الكتاب الدكتور إبراهيم بن محمد الزيد